# Robert Bruce Merrifield
Robert Bruce Merrifield (født 15. juli 1921, død 14. maj 2006) var en amerikansk biokemiker. Han modtog Nobelprisen i kemi i 1984.